# Yaiza Canzani
Yaiza Canzani García (Blanes, Espanha, 25 de fevereiro de 1987) é uma matemática espanhola e uruguaia, conhecida por seu trabalho em análise matemática, e particularmente em geometria espectral e análise microlocal. É professora associada de matemática na Universidade da Universidade da Carolina do Norte em Chapel Hill.

## Formação e carreira
Canzani nasceu na Espanha e cresceu no Uruguai. Graduada na Universidade da República, onde obteve um diploma de bacharel em matemática em 2008. Obteve um doutorado em 2013 na Universidade McGill, com a tese Spectral Geometry of Conformally Covariant Operators, orientada por Dmitry Jakobson e John Toth.
Após o pós-doutorado no Instituto de Estudos Avançados de Princeton e na Universidade Harvard, tornou-se professora assistente de matemática na Universidade da Carolina do Norte em Chapel Hill em 2016. Em 2021, foi promovida a professora associada.

## Reconhecimento
Canzani recebeu o National Science Foundation CAREER Award. Recebeu o Prêmio Sadosky de 2022 em análise da Association for Women in Mathematics. O prêmio foi concedido "em reconhecimento às contribuições excepcionais em geometria espectral e análise microlocal", citando seus "resultados inovadores em conjuntos nodais, ondas aleatórias, Leis de Weyl, normas {\displaystyle L^{p}} e outros problemas em autofunções e autovalores em variedades Riemannianas".